# Bernie Lansky
Bernard Lansky dit Bernie Lansky (né le 24 novembre 1924 à Omaha et mort le 12 décembre 2004 à San Diego) est un auteur de bande dessinée et dessinateur de presse américain. 

## Biographie
Bernard Lansky naît le 24 novembre 1924 à Omaha. Il est surtout connu pour son comic strip pour adolescents en une case Seventeen, diffusé de 1955 à 1976. Dans les années 1960, il réalise également, avec son frère Jordan, le comic strip en une case Kippy. Il a aussi travaillé avec Al Capp sur le strip Li'l Abner. À l'arrêt de la série, il intègre l'équipe du San Diego Evening Tribune, pour lequel il dessine jusqu'à sa retraite en 1992. Il meurt le 12 décembre 2004 à San Diego.